# Lana (Hiszpania)
Lana – gmina w Hiszpanii, w Nawarze, o powierzchni 41,43 km². W 2011 roku gmina liczyła 191 mieszkańców.